# Retroflexní laterální aproximanta
Retroflexní laterální aproximanta je souhláska, která se vyskytuje v některých jazycích. V mezinárodní fonetické abecedě se označuje symbolem ɭ, číselné označení IPA je 156, ekvivalentním symbolem v SAMPA je l`.

## Charakteristika
- Způsob artikulace: aproximantní souhláska (aproximanta). Vytváří se přiblížením artikulačních orgánů, které je však menší než u frikativ, takže proudění vzduchu nevytváří tak výrazný šum.
- Místo artikulace: retroflexní souhláska. Úžina se vytváří mezi jazykem a dásňovým obloukem. Špička jazyka je obrácena směrem dozadu (dochází k prohnutí jazyka).
- Znělost: znělá souhláska – při artikulaci hlasivky kmitají.
- Ústní souhláska – vzduch prochází při artikulaci ústní dutinou.
- Boková souhláska (laterála) – vzduch proudí převážně přes boky jazyka spíše než přes jeho střed.
- Pulmonická egresivní hláska – vzduch je při artikulaci vytlačován z plic.

## V češtině
V češtině se tato hláska nevyskytuje.

## V jiných jazycích

### Švédština
Ve švédštině se takto vyslovuje psané rl. Tato skupina se nikdy nevyskytuje na začátku slova, avšak k výslovnosti této hlásky v hovorovém stylu dochází i při setkání /r/ + /l/ na hranici slov.